# 김재명 (1931년)
김재명(金在明, 1931년 1월 25일 ~ 2006년 12월 5일)은 육군 소장 예편한 대한민국의 군인 겸 정치인이며 기업가이다. 교통부 장관을 지낸 예비역 육군 중장 박경원은 그의 손윗처남이며 서울 동작구 부구청장을 지낸 행정관료 및 예비역 육군 중위 박형원은 손아랫처남이다.

## 생애
육군사관학교 10기 출신인 그는 육사 동기에 황영시(훗날 예비역 육군 대장), 이상익(훗날 예비역 육군 소령), 용태영(훗날 예비역 육군 소령), 김윤호(훗날 예비역 육군 대장), 이광노(훗날 예비역 육군 중장) 등이 있다.
육사 10기 및 보·포병학교 美 미주리 종합군사학원 졸업과 미국 UCLA 행정학 석사 출신인 그는 한국 전쟁과 베트남 전쟁에 참전하였고 예편 이후 신민주공화당 최고위원을 지낸 그는 서울지하철공사 사장을 지냈다.
이후 1996년 12월에서 이듬해 1997년 2월까지 두 달간 자유민주연합 최고위원을 역임하였다.